# Estereoselectividad
En química, la estereoselectividad es la formación preferente de un estereoisómero sobre todos los posibles. Puede ser parcial, donde la formación de un estereoisómero está favorecida sobre el resto, o puede ser total, cuando sólo se forma un estereoisómero de los posibles. Se habla de diastereoselectividad cuando los estereoisómeros son diastereómeros y de enantioselectividad cuando son enantiómeros.
La diastereoselectividad o enantioselectividad de una reacción, cuando son dos los posibles estereoisómeros resultantes, se cuantifica, respectivamente, mediante el exceso diastereomérico o el exceso enantiomérico:
Exceso diastereomérico o enantiomérico (d.e. o e.e.) = (% mayoritario) − (% minoritario), {\displaystyle \qquad } expresado en %.

## Ejemplos
Un ejemplo de estereoselectividad modesta es la deshidrohalogenación del 2-yodobutano, que produce un 60% del isómero trans-2-buteno, un 20% del cis-2-buteno y un 20 % del alqueno terminal 1-buteno. Estos productos son los isómeros geométricos del buteno y también se clasifican como diastereómeros, así que esta reacción también sería llamada diastereoselectiva:
Otro ejemplo sería en la cicloadición 2+2 en la que se pueden producir también diferentes productos diastereoisómeros. Concretamente en la siguiente reacción se puede ver que la reacción produce estereoselectivamente en una proporción de 2,3/1 el isómero A: